# 사카타촌 (가나가와현)
사카타촌(일본어: 酒田村)은 일본 가나가와현 아시가라카미군에 존재했던 촌이다. 현재의 가이세이정 오다큐 오다와라선의 도로변을 제외한 대부분을 차지한다.

## 역사
- 1889년 4월 1일 - 정촌제 시행에 의해 아시가라카미군 사카타촌이 성립하였다.
- 1955년 2월 1일 - 요시다시마촌과 합병해 가이세이정이 성립하여, 동일 사카타촌은 폐지되었다.

## 참고 문헌
- 角川日本地名大辞典編纂委員会,『角川日本地名大辞典 神奈川県』1984, 角川書店